# Глувчиці (Опольське воєводство)
Глувчиці (пол. Główczyce, нім. Glowtschütz) — село в Польщі, у гміні Добродзень Олеського повіту Опольського воєводства.
Населення — 194 особи (2011).
У 1975-1998 роках село належало до Ченстоховського воєводства.

## Демографія
Демографічна структура станом на 31 березня 2011 року:
|          | Загалом | Допрацездатний вік | Працездатний вік | Постпрацездатний вік |
| -------- | ------- | ------------------ | ---------------- | -------------------- |
| Чоловіки | 108     | 19                 | 76               | 13                   |
| Жінки    | 86      | 9                  | 55               | 22                   |
| Разом    | 194     | 28                 | 131              | 35                   |